# Station Groß Düngen
Station Groß Düngen (Bahnhof Groß Düngen, ook wel als Großdüngen geschreven) is een spoorwegstation in de Duitse plaats Groß Düngen, in de deelstaat Nedersaksen. Het station ligt aan de spoorlijnen Hildesheim - Goslar en Bad Gandersheim - Groß Düngen.

## Indeling
Het station heeft één eilandperron met twee perronsporen, dat niet is overkapt maar voorzien van abri's. Het perron is te bereiken via een overpad vanaf de straat Bahnhofsallee. Hier bevindt zich ook een parkeerterrein en een fietsenstalling. Daarnaast staat hier het stationsgebouw van Groß Düngen, maar dat wordt als dusdanig niet meer gebruikt.

## Verbindingen
De volgende treinserie doet het station Groß Düngen aan:
| Serie | Treinsoort                  | Route                                    | Bijzonderheden |
| ----- | --------------------------- | ---------------------------------------- | -------------- |
| RB 79 | Regionalbahn (NordWestBahn) | Hildesheim Hbf – Groß Düngen – Bodenburg |                |